# Gustave Kahn
Gustave Kahn (n. 21 decembrie 1859, Metz, Franța – d. 5 septembrie 1936, Paris, Franța) a fost un poet simbolist și critic francez.
Kahn a pretins că a inventat termenul "vers libre", adică vers liber; el a fost în orice caz unul dintre primii europeni care au utilizat această formă de poezie; totodată a scris și versuri rimate. Principalele lui publicații includ "Les Palais nomades", 1887, "Domaine de fée", 1895, și "Le Livre d'images", 1897. Kahn a avut o contribuție valoroasă în istoria mișcării simboliste cu cartea lui "Symbolistes et décadents", 1902.
În adiție poemelor lui, Kahn a fost un intelectual public care a scris romane, teatru și critică literară. A jucat un rol important în numeroase ziare periodice, ca "La Vogue", "La Revue Indépendante", "La Revue Blanche" și "Le Mercure de France". A fost în același timp un critic de artă și și colecționar cine era la curent cu evoluțiile noi în pictură și sculptură până în momentul morții. A avut rol în numeroase dezbateri considerând teme publice, includând anarchismul, feminismul, socialismul și Zionismul. 
Mai multe poezii ale lui au fost puse pe muzică de către compositorul Charles Loeffler.
Principale opere:
1. Palais nomades (1887)
2. Les Chansons d'amant (1891)
3. Domaine de fée (1895)
4. Le Roi fou (1896)
5. La Pluie et le beau temps (1896)
6. Limbes de lumières (1897)
7. Le Livre d'images (1897)
8. Premiers poèmes (1897)
9. Le Conte de l'or et du silence (1898)
10. Les Petites Ames pressées (1898)
11. Le Cirque solaire (1898)
12. Les Fleurs de la passion (1900)
13. L'Adultère sentimental (1902)
14. Symbolistes et décadents (1902)
15. Odes de la "Raison" (1902 réédité aux Editions du Fourneau 1995)
16. Contes hollandais (1903)
17. La Femme dans la caricature française (1907)
18. Contes hollandais (deuxième série) (1908)
19. La Pépinière du Luxembourg (1923)
20. L'Aube enamourée (1925)
21. Mourle (1925)
22. Silhouettes littéraires (1925)
23. La Childebert (1926)
24. Contes juifs (1926 réédité chez "Les Introuvables" 1977)
25. Images bibliques (1929)
26. Terre d'Israël (1933)

Sursă de documentare: www.en.wikipedia.org